# Tournoi d'ouverture du championnat du Nicaragua de football 2017
Navigation
Saison précédente Saison suivante
Le Tournoi Apertura 2017 est le premier tournoi saisonnier disputé au Nicaragua.
C'est cependant la 75e fois que le titre de champion du Nicaragua est remis en jeu.
Lors de ce tournoi, le Real Estelí FC a tenté de conserver son titre de champion du Nicaragua face aux neuf meilleurs clubs nicaraguayens.
Chacun des dix clubs participant était confronté deux fois aux neuf autres équipes. Puis les quatre meilleurs se sont affrontés lors d'une phase finale à la fin du tournoi.
Seulement une place était qualificative pour la Ligue de la CONCACAF.

## Les 10 clubs participants
Ce tableau présente les dix équipes qualifiées pour disputer le championnat 2017-2018. On y trouve le nom des clubs, le nom des stades dans lesquels ils évoluent ainsi que la capacité et la localisation de ces derniers.
| Club                       | Stade                                        | Capacité          | Ville              |
| Chinandega FC (en)         | Stade Efraín Tijerino                        | 8 000             | Chinandega         |
| Diriangén FC               | Stade Cacique Diriangén                      | 7 500             | Diriamba           |
| Juventus Managua           | Stade Olympique de l'Indépendance de Managua | 8 000             | Managua            |
| Managua FC (en)            | Stade Olympique de l'Indépendance de Managua | 8 000             | Managua            |
| UNAN Managua (en)          | Stade Olympique de l'Indépendance de Managua | 8 000             | Managua            |
| Real Estelí FC             | Stade de l'Indépendance                      | 4 800             | Estelí             |
| Real Madriz                | Stade Augusto Cesar Mendoza                  | 3 000             | Somoto             |
| Deportivo Ocotal (en)      | Stade Glorias del Beisbol Segoviano          | 5 000             | Ocotal             |
| San Francisco Masachapa FC | Stade inconnu                                | Capacité inconnue | San Rafael del Sur |
| Deportivo Walter Ferreti   | Stade Olympique de l'Indépendance de Managua | 8 000             | Managua            |

| \| Managua : Juventus Managua Deportivo Walter Ferreti Managua FC UNAN Managua Managua Diriangén FC Real Estelí FC Real Madriz Chinandega FC San Francisco Masachapa FC Deportivo Ocotal \| Localisation des clubs engagés dans le championnat. |
| Managua : Juventus Managua Deportivo Walter Ferreti Managua FC UNAN Managua Managua Diriangén FC Real Estelí FC Real Madriz Chinandega FC San Francisco Masachapa FC Deportivo Ocotal                                                           |

## Compétition
Le tournoi Apertura change de format et se déroule de la façon suivante, en deux phases :
- La phase régulière : les quatorze journées de championnat.
- La seconde phase : les matchs aller-retour allant des quarts de finale à la finale.

### Phase régulière
Lors de la phase régulière les dix équipes affrontent à deux reprises les neuf autres équipes selon un calendrier tiré aléatoirement.
Les quatre meilleures équipes sont directement qualifiées pour la seconde phase.
Le classement est établi sur le barème de points classique (victoire à 3 points, match nul à 1, défaite à 0).
Le départage final se fait selon les critères suivants :
- Le nombre de points.
- La différence de buts générale.
- Le nombre de buts marqué.

| Rang | Équipe                       | Pts | J  | G  | N | P  | Bp | Bc | Diff |
| ---- | ---------------------------- | --- | -- | -- | - | -- | -- | -- | ---- |
| 1    | Real Estelí FC T             | 42  | 18 | 13 | 3 | 2  | 41 | 15 | +26  |
| 2    | Deportivo Walter Ferreti     | 36  | 18 | 11 | 3 | 4  | 33 | 15 | +18  |
| 3    | Diriangén FC                 | 27  | 18 | 7  | 6 | 5  | 29 | 22 | +7   |
| 4    | Managua FC (en)              | 26  | 18 | 8  | 2 | 8  | 27 | 23 | +4   |
| 5    | Juventus Managua             | 25  | 18 | 6  | 7 | 5  | 21 | 20 | +1   |
| 6    | Real Madriz                  | 21  | 18 | 5  | 6 | 7  | 28 | 35 | -7   |
| 7    | Deportivo Ocotal (en) P      | 21  | 18 | 5  | 6 | 7  | 19 | 32 | -13  |
| 8    | Chinandega FC (en)           | 19  | 18 | 5  | 4 | 9  | 26 | 41 | -15  |
| 9    | UNAN Managua (en)            | 16  | 18 | 4  | 4 | 10 | 14 | 24 | -10  |
| 10   | San Francisco Masachapa FC P | 13  | 18 | 2  | 7 | 9  | 15 | 26 | -11  |

| Légende : Qualifications et relégations | Légende : Qualifications et relégations          |
| --------------------------------------- | ------------------------------------------------ |
|                                         | Qualifié pour les demi-finales                   |
|                                         | Qualifié pour les quarts de finale               |
|                                         | T Tenant du titre P Promu de la saison 2016-2017 |

| Résultats (▼dom., ►ext.)                                   | Chi | Dir | Juv | Man | UMa | Est | Mad | Oco  | San | Wal |
| Chinandega FC (en)                                         |     | 3-3 | 2-1 | 3-3 | 1-0 | 2-2 | 3-1 | 1-3  | 3-1 | 0-4 |
| Diriangén FC                                               | 4-1 |     | 2-1 | 1-2 | 2-0 | 0-2 | 3-0 | 4-1  | 1-1 | 0-2 |
| Juventus Managua                                           | 3-0 | 1-1 |     | 2-1 | 2-2 | 1-0 | 1-1 | 1--0 | 1-0 | 1-2 |
| Managua FC (en)                                            | 4-0 | 0-2 | 2-1 |     | 0-1 | 1-2 | 0-1 | 0-0  | 3-1 | 1-2 |
| UNAN Managua (en)                                          | 1-0 | 0-1 | 0-0 | 0-1 |     | 1-2 | 3-2 | 4-0  | 0-0 | 0-1 |
| Real Estelí FC                                             | 1-0 | 1-1 | 5-1 | 4-0 | 2-0 |     | 3-1 | 5-0  | 3-0 | 1-0 |
| Real Madriz                                                | 4-3 | 1-1 | 1-1 | 1-6 | 5-0 | 1-2 |     | 2-1  | 2-2 | 0-2 |
| Deportivo Ocotal (en)                                      | 1-1 | 2-2 | 1-1 | 2-0 | 1-0 | 4-3 | 1-1 |      | 1-3 | 0-0 |
| San Francisco Masachapa FC                                 | 1-2 | 1-0 | 0-0 | 0-2 | 1-1 | 1-1 | 1-2 | 0-1  |     | 1-1 |
| Deportivo Walter Ferreti                                   | 4-1 | 3-1 | 0-2 | 0-1 | 3-1 | 1-2 | 2-2 | 4-0  | 2-1 |     |
| - Victoire à domicile - Match nul - Victoire à l'extérieur |     |     |     |     |     |     |     |      |     |     |

### La Phase Finale
Les six équipes qualifiées sont réparties dans le tableau final d'après leur classement général, le deuxième affrontant lors des demi-finales le vainqueur du quart opposant le quatrième au cinquième et le premier affrontant le vainqueur du quart opposant le troisième au sixième.
En cas d'égalité, les deux équipes sont dans un premier temps départagées par la règle des buts marqués à l'extérieur puis par leur classement général si cela est nécessaire, sauf lors de la finale où des prolongations puis une séance de tirs au but ont éventuellement lieu. Les quarts de finale ne se jouent que sur un match.

#### Tableau
|  |                  |                          |                          |               |               |     |      |            |            |            |                 |            |   |   |        |        |        |        |        |  |  |
|  | 1/4 de finale    | 1/4 de finale            | 1/4 de finale            | 1/4 de finale | 1/4 de finale |     |      | 1/2 finale | 1/2 finale | 1/2 finale | 1/2 finale      | 1/2 finale |   |   | Finale | Finale | Finale | Finale | Finale |  |  |
|  |                  |                          |                          |               |               |     |      |            |            |            |                 |            |   |   |        |        |        |        |        |  |  |
|  |                  |                          |                          |               |               |     |      |            |            |            |                 |            |   |   |        |        |        |        |        |  |  |
|  |                  |                          |                          |               |               |     |      |            |            |            |                 |            |   |   |        |        |        |        |        |  |  |
|  |                  |                          |                          |               |               |     |      |            |            |            |                 |            |   |   |        |        |        |        |        |  |  |
|  |                  |                          |                          |               |               |     |      |            |            |            |                 |            |   |   |        |        |        |        |        |  |  |
|  | Real Estelí FC   | (1)                      | 1                        | 1             |               |     |      |            |            |            |                 |            |   |   |        |        |        |        |        |  |  |
|  | Real Estelí FC   | (1)                      | 1                        | 1             |               |     |      |            |            |            |                 |            |   |   |        |        |        |        |        |  |  |
|  |                  |                          | Managua FC (en)          | (4)           | 0             | 2   |      |            |            |            |                 |            |   |   |        |        |        |        |        |  |  |
|  | Managua FC (en)  | (4)                      | Managua FC (en)          | (4)           | 0             | 2   | 2    |            |            |            |                 |            |   |   |        |        |        |        |        |  |  |
|  | Managua FC (en)  | (4)                      |                          |               |               |     |      |            |            |            |                 |            |   |   |        |        |        |        |        |  |  |
|  | Juventus Managua | (5)                      | 0                        |               |               |     |      |            |            |            |                 |            |   |   |        |        |        |        |        |  |  |
|  | Juventus Managua | (5)                      | 0                        |               |               |     |      |            |            |            | Managua FC (en) | (4)        | 1 | 0 | 0      |        |        |        |        |  |  |
|  |                  |                          |                          |               |               |     |      |            |            |            | Managua FC (en) | (4)        | 1 | 0 | 0      |        |        |        |        |  |  |
|  |                  | Deportivo Walter Ferreti | (2)                      | 1             | 0             |     |      |            |            |            |                 |            |   |   |        |        |        |        |        |  |  |
|  | Diriangén FC     | Deportivo Walter Ferreti | (2)                      | 1             | 0             | (3) | 0    | 0          |            |            |                 |            |   |   |        |        |        |        |        |  |  |
|  | Diriangén FC     |                          |                          |               |               |     | 0    | 0          |            |            |                 |            |   |   |        |        |        |        |        |  |  |
|  | Real Madriz      | (6)                      | 0                        |               |               |     |      |            |            |            |                 |            |   |   |        |        |        |        |        |  |  |
|  | Real Madriz      | (6)                      | 0                        | Diriangén FC  | (3)           | 1   | 0    | 0(6)       |            |            |                 |            |   |   |        |        |        |        |        |  |  |
|  |                  |                          |                          |               |               | 1   | 0    | 0(6)       |            |            |                 |            |   |   |        |        |        |        |        |  |  |
|  |                  |                          | Deportivo Walter Ferreti | (2)           | 0             | 1   | 0(7) |            |            |            |                 |            |   |   |        |        |        |        |        |  |  |
|  |                  |                          |                          |               |               | 1   | 0(7) |            |            |            |                 |            |   |   |        |        |        |        |        |  |  |
|  |                  |                          |                          |               |               |     |      |            |            |            |                 |            |   |   |        |        |        |        |        |  |  |
|  |                  |                          |                          |               |               |     |      |            |            |            |                 |            |   |   |        |        |        |        |        |  |  |
|  |                  |                          |                          |               |               |     |      |            |            |            |                 |            |   |   |        |        |        |        |        |  |  |

#### Quarts de finale
| Club            | Score | Club             | Commentaire                 |
| Diriangén FC    | 0-0   | Real Madriz      | Meilleur classement général |
| Managua FC (en) | 2-0   | Juventus Managua |                             |

#### Demi-finales
| Club                     | Aller | Retour | Club            | Commentaire                |
| Real Estelí FC           | 1-0   | 1-2    | Managua FC (en) | Buts marqués à l'extérieur |
| Deportivo Walter Ferreti | 0-1   | 1-0    | Diriangén FC    | Tirs au but : 7-6          |

#### Finale
| Match aller      | Managua FC (en)   | 1:1   | Deportivo Walter Ferreti | Stade olympique de l'Indépendance |  |
| 25 novembre 2017 | 13e Jose Laureiro | (0;1) | 62e Agenor Baez Cano     |                                   |  |

| Match retour    | Deportivo Walter Ferreti | 0:0   | Managua FC (en) | Stade national Dennis Martínez |  |
| 2 décembre 2017 |                          | (0:0) |                 |                                |  |

## Bilan du tournoi
| Tournoi d'ouverture du championnat de football du Nicaragua 2017 |                                     |
| Champion                                                         | Deportivo Walter Ferreti (4e titre) |
| Dauphin                                                          | Managua FC (en)                     |
| Qualifications continentales                                     |                                     |
| Ligue de la CONCACAF 2018                                        | Deportivo Walter Ferreti            |

## Statistiques

### Buteurs
| Rang | Nom | Équipe | Buts |
| 1    |     |        | -    |
| 2    |     |        | -    |
| 3    |     |        | -    |